# Дейв Колдер
Дейв Колдер  (англ. Dave Calder, 21 травня 1978) — канадський веслувальник, олімпійський медаліст.

## Виступи на Олімпіадах
| Олімпіада   | Дисципліна                      | Місце     |
| ----------- | ------------------------------- | --------- |
| Сідней 2000 | вісімка розстібна зі стерновим  | 7         |
| Афіни 2004  | двійка розстібна без стернового | 2 h3 r1/4 |
| Пекін 2008  | двійка розстібна без стернового | 2         |